# 拉塞雷纳
拉塞雷纳是智利科金博大区的首府，成立于1544年，是智利历史仅次于首都圣地亚哥的第二古老的城市，2002年人口为160,148，经济产业主要为旅游业。

## 历史
拉塞雷纳由西班牙殖民者佩德罗·德·瓦尔迪维亚（Pedro de Valdivia）在1544年所建造，作为在秘鲁总督区连接圣地亚哥和利马之间的中转站，1730年7月8日发生大地震。